# Kępa Pucka
Kępa Pucka (kaszb Pùckô Kãpa) – największa kępa znajdująca się na obszarze wysoczyzny morenowej Pobrzeża Kaszubskiego. Najwyższymi punktami Kępy Puckiej są wzgórza moreny czołowej o wysokości do 90 m n.p.m.
Obszar kępy ogranicza od północy zabagniona pradolina rzeki Płutnicy (Puckie Błota), od zachodu kompleks leśny Puszczy Darżlubskiej zaś od południa zabagniona pradolina rzeki Redy. Obszarem kępy przebiegają trasy linii kolejowej Reda-Hel i Drogi wojewódzkiej nr 216. Największym ciekiem wodnym kępy jest przepływająca równoleżnikowo Gizdepka.
Zróżnicowany przez działalność lodowcową krajobraz kępy uzupełniają dworki szlacheckie, pałace i rezydencje szlachty pomorskiej, zabytkowy zespół architektoniczny starego Pucka i opadające ku brzegom Zatoki Puckiej wzniesienia morenowe kępy. 

Panorama Kępy puckiej

## Miejscowości na kępie
- Celbowo
- Darżlubie
- Mrzezino
- Połchowo
- Puck
- Rzucewo
- Smolno
- Żelistrzewo

## Galeria

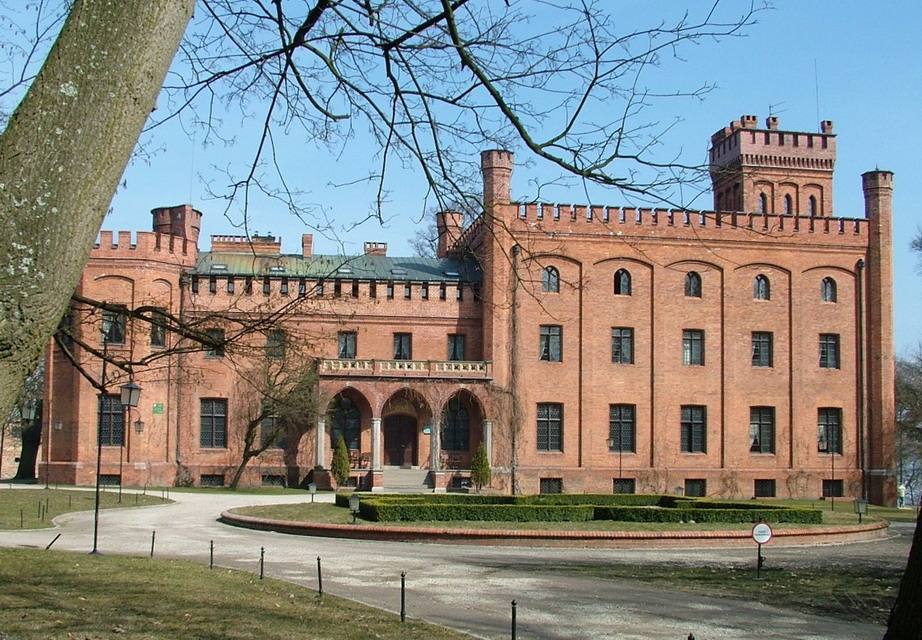
XIX wieczny pałac w Rzucewie
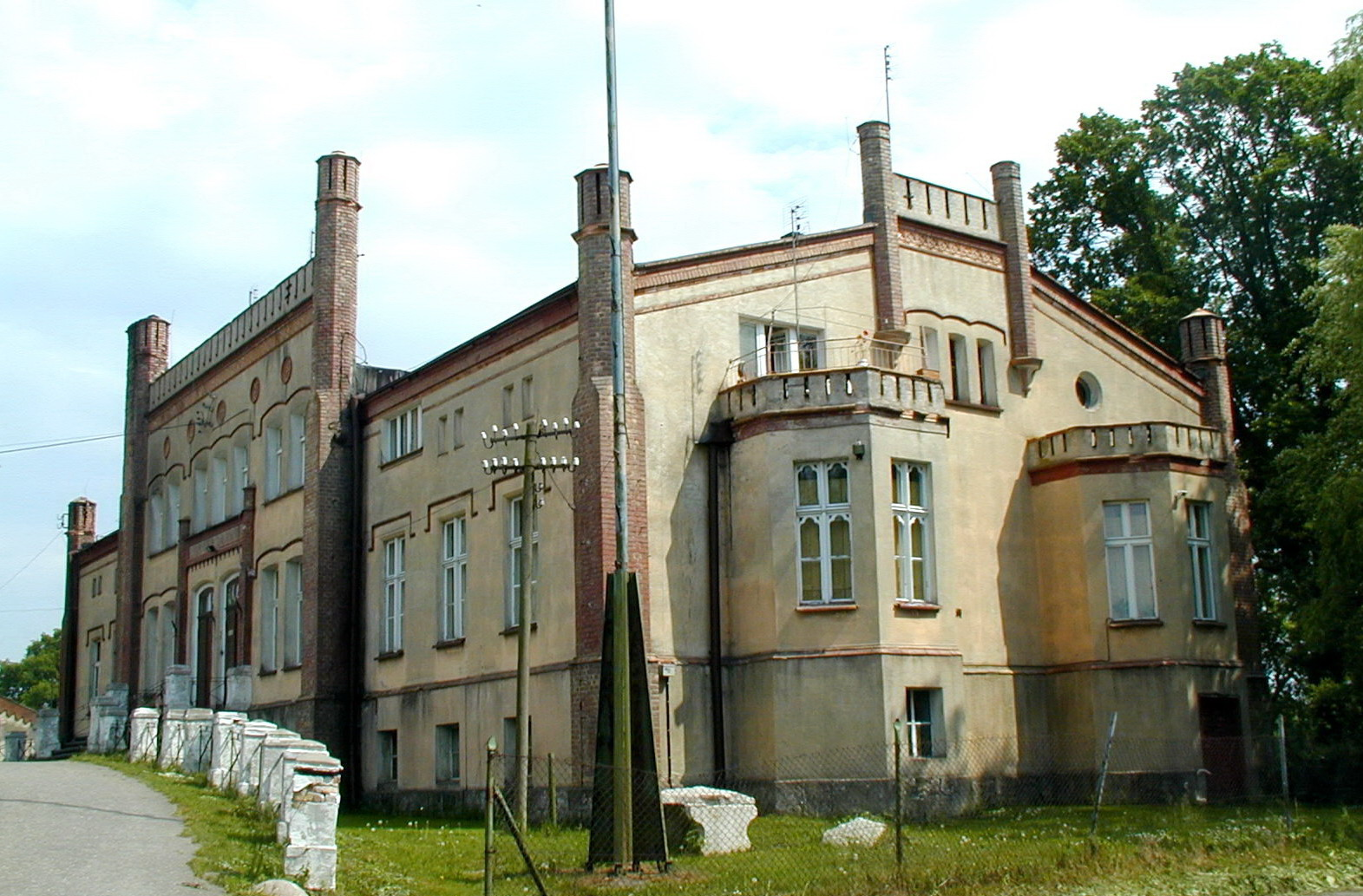
Pałac neogotycki z lat 70. XIX wieku w Celbowie
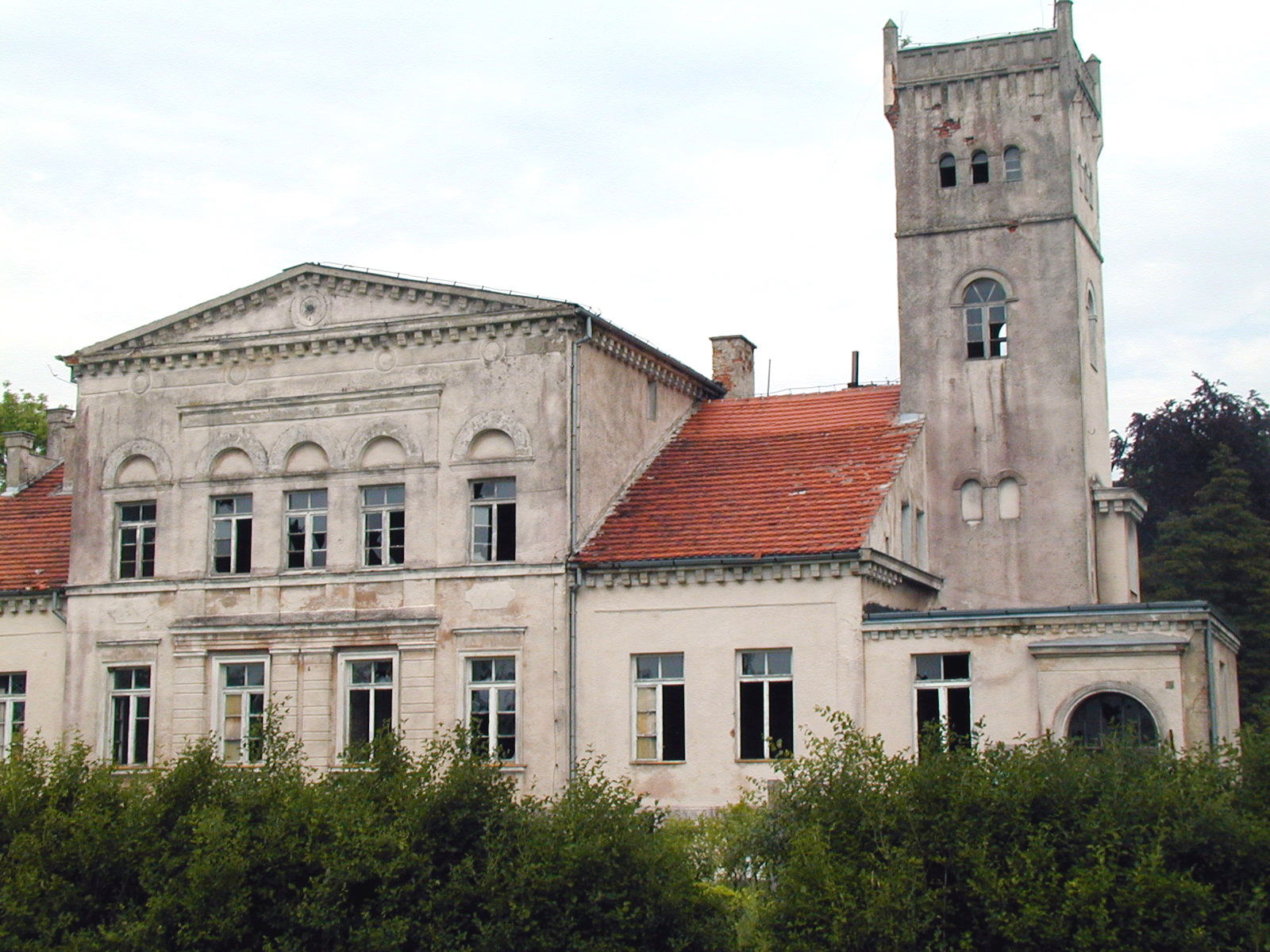
Pałac z połowy XIX wieku w Rekowie Górnym

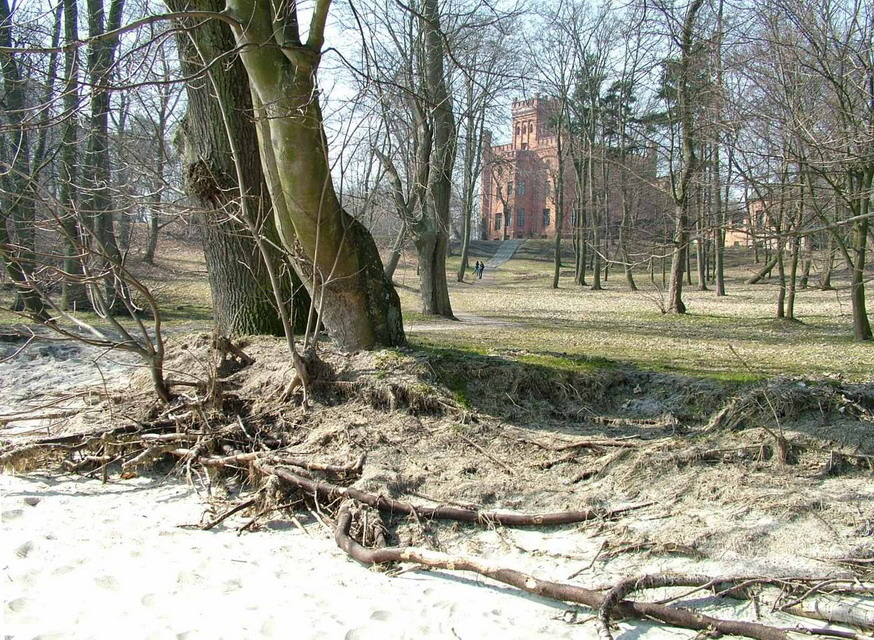
Nadmorski park w Rzucewie (XVII-XIX wiek)
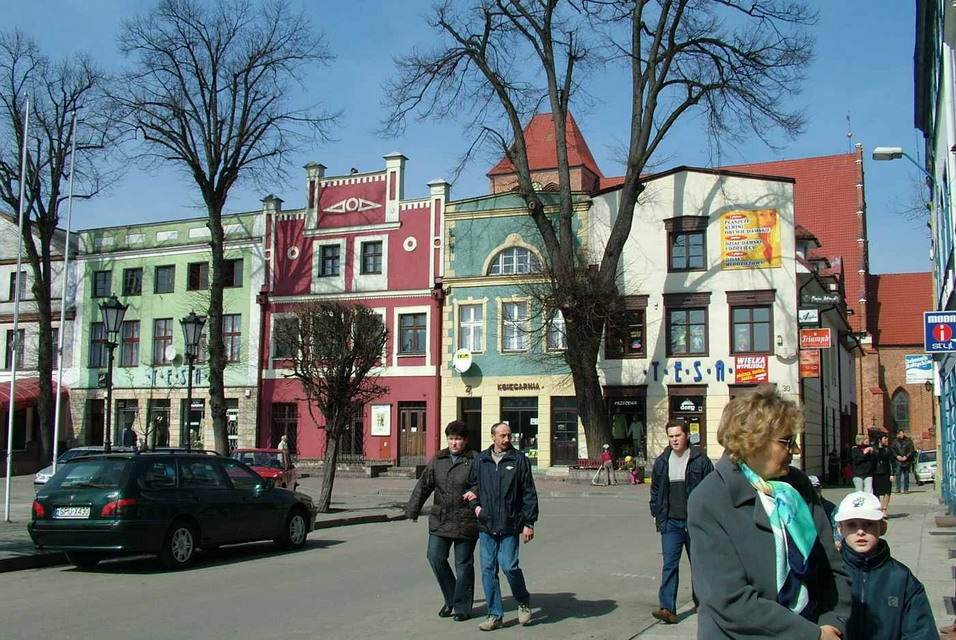
Rynek w Pucku
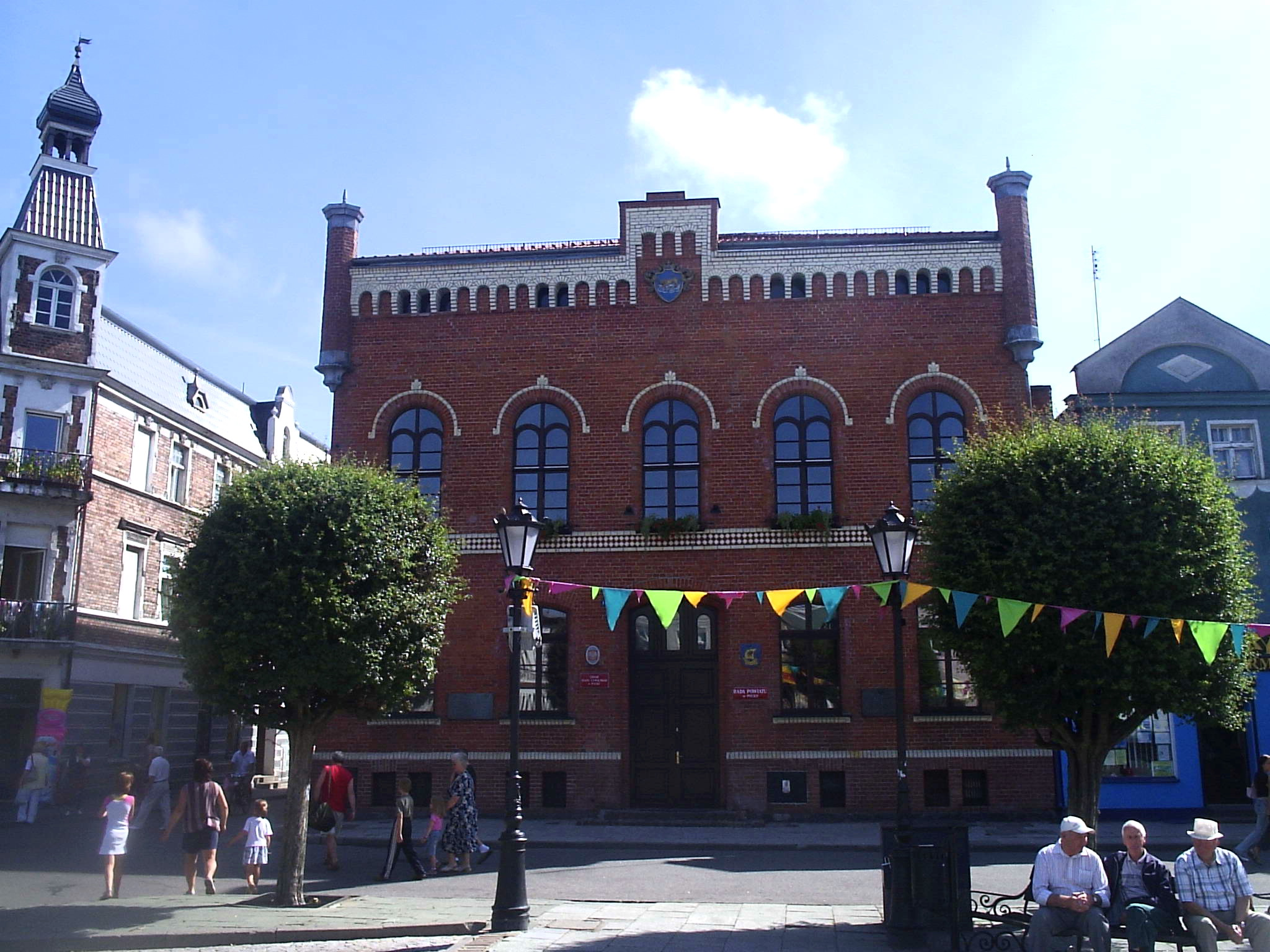
Ratusz w Pucku.